# Флаг Корякского автономного округа
Флаг Коря́кского автономного округа — флаг бывшего субъекта Российской Федерации. С 1 июля 2007 года Корякский автономный округ и Камчатская область, слившись, образовали новый субъект Российской Федерации — Камчатский край.
Флаг был утверждён 13 июля 1998 года и внесён в Государственный геральдический регистр Российской Федерации с присвоением регистрационного номера 438.
Несмотря на объединение регионов в 2007 году, флаг продолжил временно использоваться по указу губернатора и после объединения вплоть до 2010 года, когда был утверждён флаг Камчатского края.

## Описание
«Флаг Корякского автономного округа представляет собой прямоугольное полотнище, разделённое по вертикали на три равновеликие полосы: две крайние — ярко-голубые, средняя — белая, на которой в центре изображена голова оленя красного цвета. Отношение ширины флага к его длине 2:3».